# Sotima John
Sotima John (tiếng Khmer: ចន សុទីម៉ា, sinh ngày 29 tháng 3 năm 2000) là người mẫu và hoa hậu người Campuchia từng đăng quang cuộc thi Hoa hậu Hoàn vũ Campuchia 2023. Cô sẽ đại diện cho Campuchia tại cuộc thi Hoa hậu Hoàn vũ 2023 ở El Salvador.

## Các cuộc thi sắc đẹp

### Hoa hậu Hòa bình Campuchia 2017
Vào ngày 17 tháng 8 năm 2017, John thi đấu tại Miss Grand Campuchia 2017 tại Nagaworld Hotel Grand Ballroom ở Phnom Penh. Cô đứng ở vị trí Á hậu 2 và thua người chiến thắng cuối cùng là Khloem Sreykea.

### Hoa hậu Hoàn vũ Campuchia 2019
Ngày 31 tháng 3 năm 2019, John đại diện cho Tboung Khmum tại Hoa hậu Hoàn vũ Campuchia 2019 và tranh tài với 25 thí sinh khác tại Nagaworld – NABA Theatre ở Phnom Penh, Campuchia. Cô là Á hậu 2 sau Somnang Alyna và đăng quang Hoa hậu Du lịch Campuchia 2019.

### Hoa hậu Du lịch Quốc tế 2019
Vào ngày 8 tháng 11 năm 2019, John đại diện cho Campuchia tại Hoa hậu Du lịch Quốc tế 2019 và tranh tài với 39 thí sinh khác tại Sunway Resort Hotel and Spa ở Bandar Sunway, Selangor, Malaysia. Cô đứng ở vị trí Á hậu 4 và thua người chiến thắng cuối cùng là Cyrille Payumo và đăng quang Dreamgirl of the Year International 2019.

### Hoa hậu Hoàn vũ Campuchia 2023
Vào ngày 7 tháng 9 năm 2023, John đại diện cho Kampong Cham tại Hoa hậu Hoàn vũ Campuchia 2023 và tranh tài với 35 thí sinh khác tại Bayon TV Steung Meanchey Studio ở Phnom Penh.
Kết thúc sự kiện, John đã giành được danh hiệu và được kế vị bởi Manita Hang.

### Hoa hậu Hoàn vũ 2023
Vào ngày 18 tháng 11 năm 2023, John sẽ đại diện cho Campuchia tại Hoa hậu Hoàn vũ 2023 ở San Salvador, El Salvador.